# Грос-Герау
Грос-Герау (њем. Groß-Gerau) град је у њемачкој савезној држави Хесен. Једно је од 14 општинских средишта округа Грос-Герау. Према процјени из 2010. у граду је живјело 23.299 становника. Посједује регионалну шифру (AGS) 6433006.

## Географски и демографски подаци
Грос-Герау се налази у савезној држави Хесен у округу Грос-Герау. Град се налази на надморској висини од 88 метара. Површина општине износи 54,5 km². У самом граду је, према процјени из 2010. године, живјело 23.299 становника. Просјечна густина становништва износи 428 становника/km².

## Међународна сарадња
| Мјесто   | Држава               | Врста сарадње | Од    |
| -------- | -------------------- | ------------- | ----- |
| Масатепе | Никарагва            | партнерство   | 1992. |
|          | Пољска               | партнерство   | 1989. |
| Брунек   | Италија              | партнерство   | 1959. |
| Брињол   | Француска            | партнерство   | 1959. |
| Тилт     | Белгија              | партнерство   | 1959. |
| Чешир    | Уједињено Краљевство | контакт       | 2000. |
|          | Пољска               | партнерство   | 2004. |
| Извор    |                      |               |       |